# Alfred Hodgeman

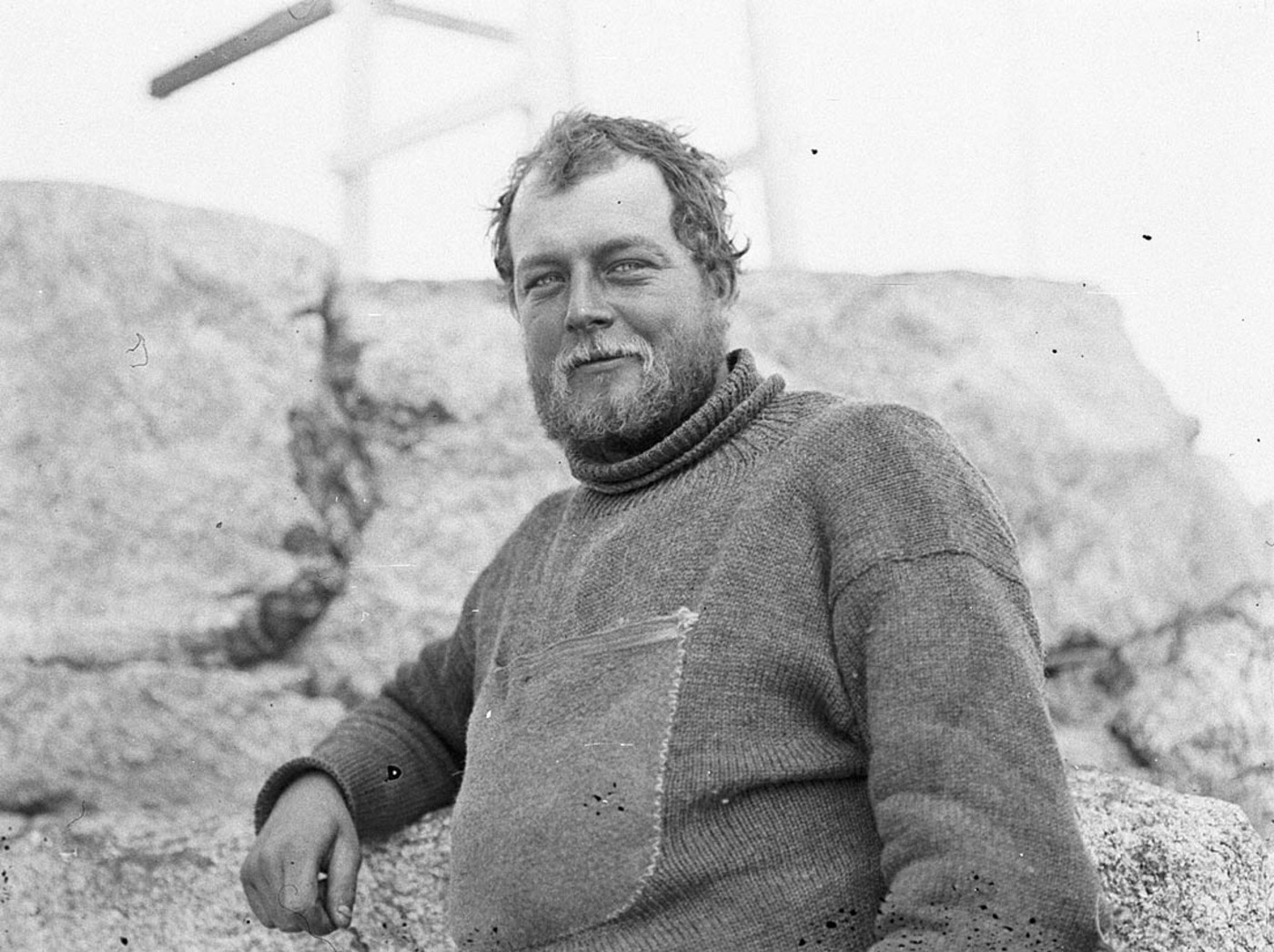
Alfred J. Hodgeman

Alfred Hodgeman (8 de agosto de 1885 - enero de 1964) fue un arquitecto y cartógrafo australiano, conocido por su participación en la Expedición Antártica Australasiana.

## Biografía
Alfred James Hodgeman nació en Adelaida, Australia del Sur, el 8 de agosto de 1885. Sus padres fueron Alfred Hodgeman y Helen Davidson Pennington. Fue empleado por el gobierno de Australia del Sur como dibujante y luego fue arquitecto.
Hodgeman fue invitado por Sir Douglas Mawson para diseñar las cabañas para la Expedición Antártica Australasiana y seleccionado para unirse a la expedición. Las cabañas fueron prefabricadas en secciones para permitir el transporte a la Antártida.  Como parte de su papel, Hodgeman supervisó la construcción de la cabaña en la base principal y participó en varias expediciones de trineo, registrando las rutas tomadas, las costas y la topografía. También se quedó atrás esperando el regreso del Grupo del Lejano Oriente, Mawson, Belgrave Edward Sutton Ninnis y Xavier Mertz. Mertz y Ninnis murieron en el viaje y solo Mawson regresó con vida; Hodgeman diseñó la placa y ayudó a construir una cruz conmemorativa para Mertz y Ninnis. Las Islas Hodgeman llevan su nombre.
Después de su regreso, viajó a Londres a pedido de Mawson para ayudar con la preparación de planos y dibujos para una publicación sobre la expedición, Home of the Blizzard. Se alistó en la Primera Guerra Mundial y vio el servicio activo, incluso en Gallipoli y en Macedonia.
Se mudó a Inglaterra y se casó con Vera St John LeBlond en 1921. La pareja tuvo tres hijos. En la década de 1920, Hodgeman fue invitado por Mawson para unirse a su segunda expedición antártica, la Expedición de Investigación Antártica de Australia y Nueva Zelanda, pero rechazó la invitación. Durante la Segunda Guerra Mundial trabajó en la base naval de Portsmouth. Permaneció en Inglaterra y nunca regresó a Australia.
Hodgeman murió en enero de 1964.

## Galería

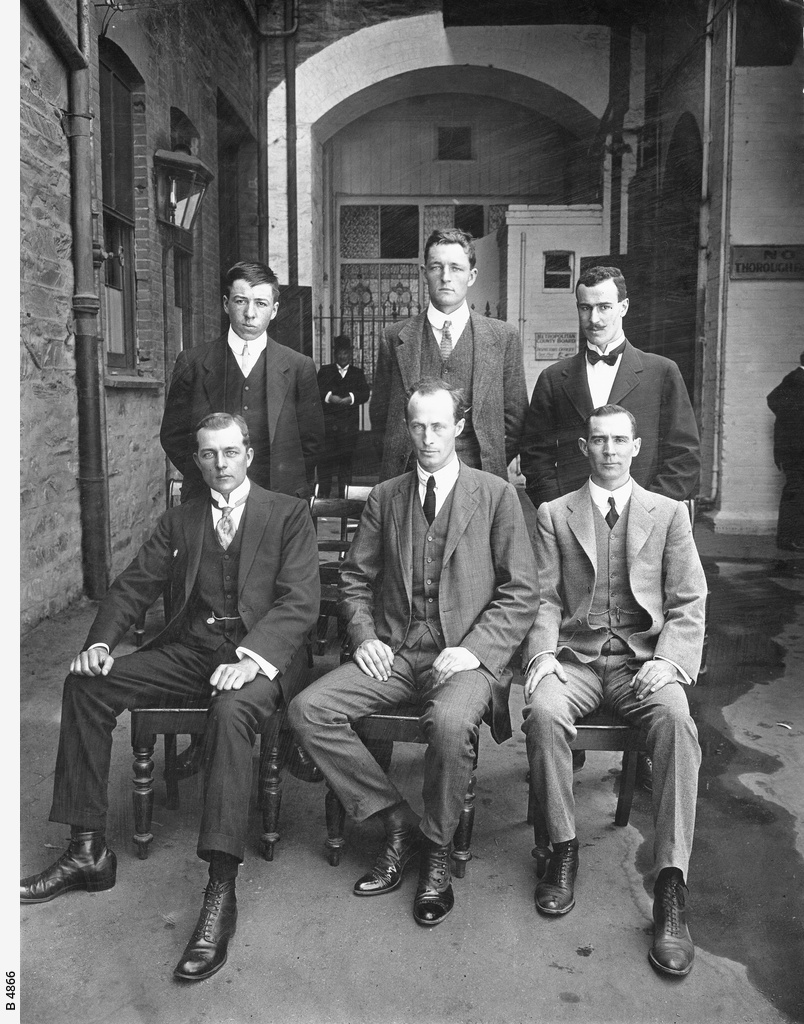
Atrás: Percy Correll, Cecil Madigan y Frank Bickerton. Al frente: Hodgeman, Mawson y Morton Moyes
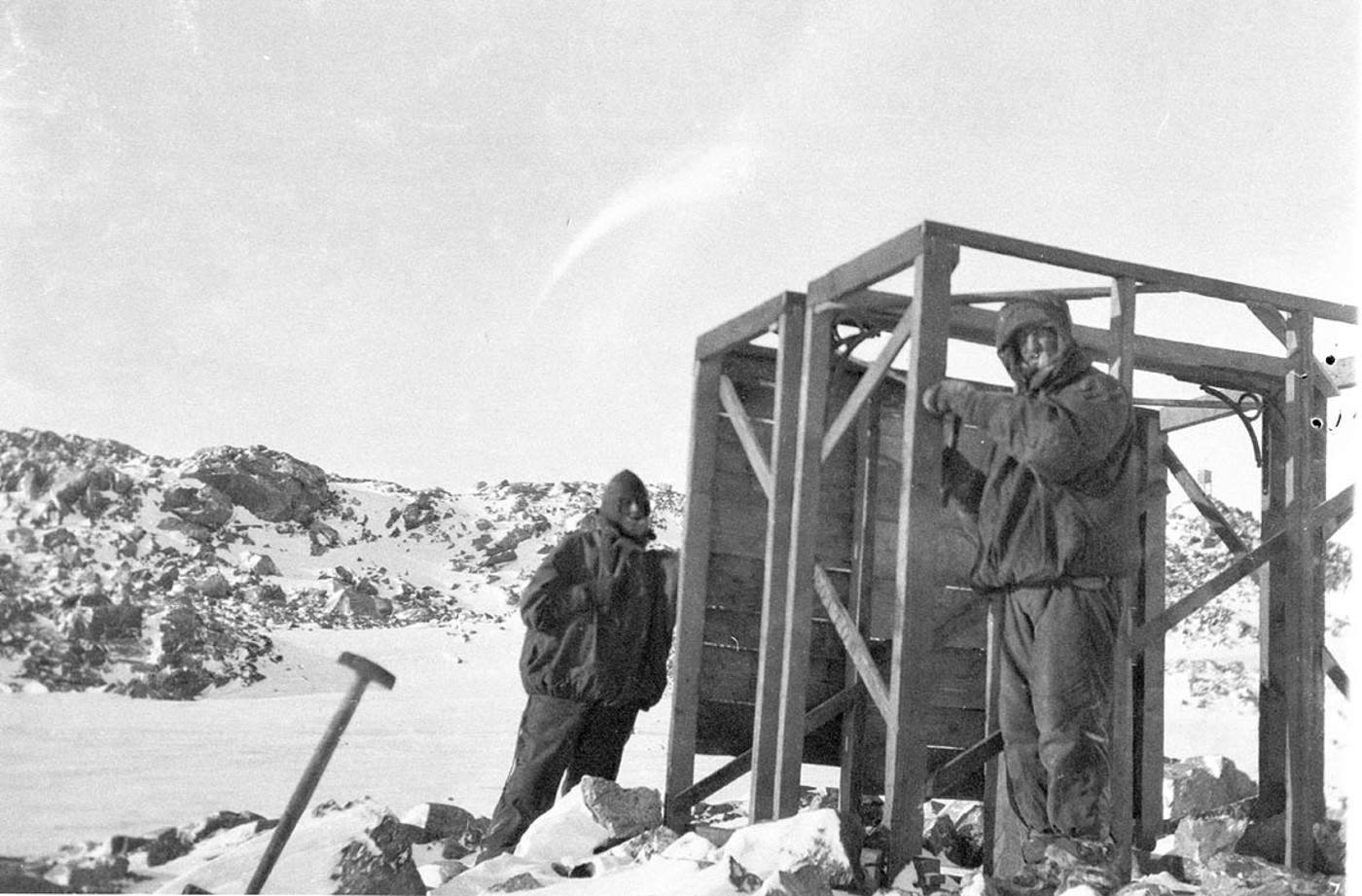
Hodgeman y Edward Bage construyendo una cabaña de tránsito
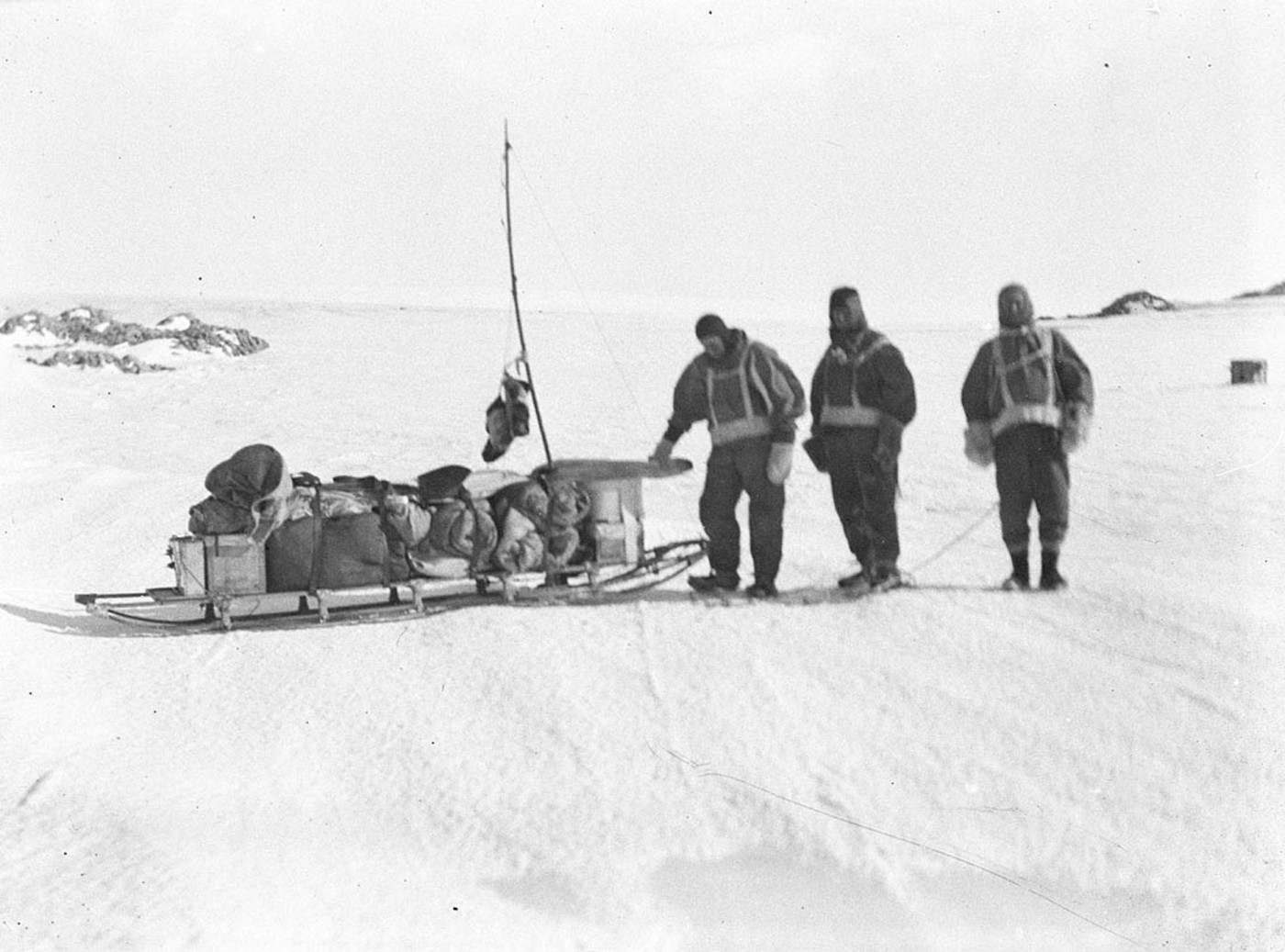
Hodgeman, Frank Stillwell y John Close
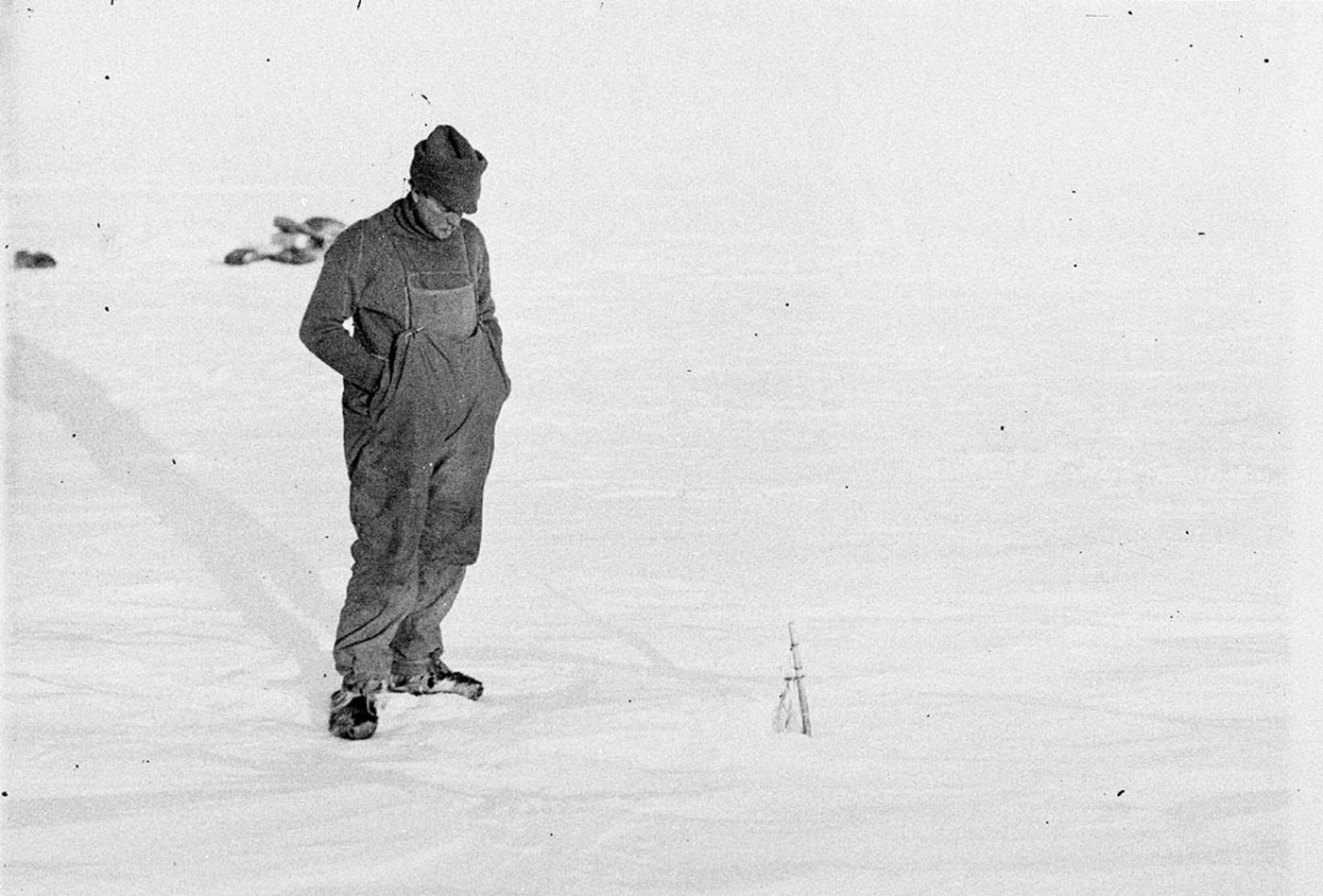
Hodgeman en la Antártida
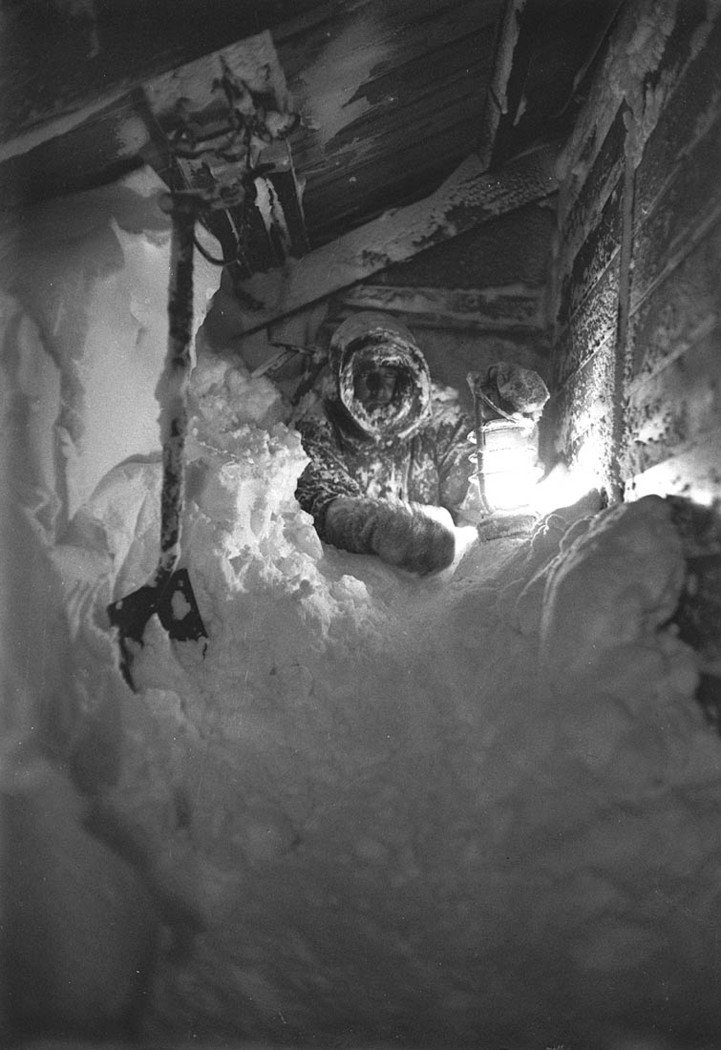
Hodgeman en la Antártida